# Raphionacme
Raphionacme es un género perteneciente a la familia de las apocináceas con 68 especies de plantas fanerógamas . Es originario de África donde se encuentra en los hábitats áridos y semiáridos.

## Descripción
Son hierbas erguidas, enredaderas herbáceas o sufrútices; con órganos subterráneos tuberosos; con látex blanco o incoloro (R. namibiana HJT Venter y RL Verhoeven). Las hojas  (sub-) sésiles;  herbáceas, lineales a ovadas o obovadas, obtusas o redondeadas basalmente, apicalmente agudas a acuminadas,  con la línea  interpetiolar.
Las inflorescencias son terminales o axilares, siempre una por nodo, más cortas que las hojas adyacentes, de pocos a muchos pedúnculos de flores, simples. 

## Especies seleccionadas
- Raphionacme abyssinica
- Raphionacme arabica
- Raphionacme bagshawei
- Raphionacme baguirmiensis
- Raphionacme baekeri

## Lista completa de especies
Especies
1. Raphionacme angolensis (Baill.) N.E.Br. - Angola
2. Raphionacme arabica A.G.Mill. & Biagi - Omán
3. Raphionacme borenensis Venter & M.G.Gilbert - Etiopía
4. Raphionacme brownii Scott-Elliot - África Occ.
5. Raphionacme caerulea E.A.Bruce -  Sierra Leona
6. Raphionacme chimanimaniana Venter & R.L.Verh. -  Zimbabue
7. Raphionacme dyeri Retief & Venter - Estado libre en Sudáfrica
8. Raphionacme elsana Venter & R.L.Verh. - KwaZulu-Natal
9. Raphionacme flanaganii Schltr. - KwaZulu-Natal
10. Raphionacme galpinii Schltr. - Swaziland, Sudáfrica
11. Raphionacme globosa K.Schum. - Malawi, Tanzania
12. Raphionacme grandiflora N.E.Br. - Malawi, Tanzania, Zambia
13. Raphionacme haeneliae Venter & R.L.Verh. - Namibia
14. Raphionacme hirsuta (E.Mey.) R.A.Dyer - Provincia del Cabo oriental
15. Raphionacme inconspicua H.Huber -  Damaraland en Namibia
16. Raphionacme keayi Bullock - Nigeria, Camerún
17. Raphionacme lanceolata Schinz - Tanzania, Namibia
18. Raphionacme linearis K.Schum. - Zaire, Angola
19. Raphionacme longifolia N.E.Br. - Zambia
20. Raphionacme longituba E.A.Bruce - Tanzania, Zambia
21. Raphionacme lucens Venter & R.L.Verh. - KwaZulu-Natal, Mozambique
22. Raphionacme madiensis S.Moore - Tanzania, Zimbabue
23. Raphionacme michelii De Wild. - Zaire
24. Raphionacme moyalica Venter & R.L.Verh. - N Kenia, S Etiopía
25. Raphionacme namibiana Venter & R.L.Verh. - Namibia
26. Raphionacme palustris Venter & R.L.Verh. - KwaZulu-Natal
27. Raphionacme procumbens Schltr. - KwaZulu-Natal, Suazilandia, Zimbabue
28. Raphionacme pulchella Venter & R.L.Verh. -  Mozambique, Zimbabue
29. Raphionacme splendens Schltr. - Tanzania, Uganda
30. Raphionacme sylvicola Venter & R.L.Verh. - Zambia
31. Raphionacme utilis N.E.Br. & Stapf - África tropical
32. Raphionacme velutina Schltr. - Zimbabue, Limpopo
33. Raphionacme vignei E.A.Bruce - Ghana
34. Raphionacme villicorona Venter
35. Raphionacme welwitschii Schltr. & Rendle - - Malawi, Tanzania, Zambia, Mozambique
36. Raphionacme zeyheri Harv. - Sudáfrica}}